# La Nou de Gaya
La Nou de Gaya (La Nou de Gaià en catalán y oficialmente) es un municipio y localidad española de la provincia de Tarragona, en la comunidad autónoma de Cataluña. El término municipal, ubicado en la de la comarca del Tarragonés, tiene una población de 611 habitantes (INE 2024). 

## Historia
Aparece documentado por primera vez en 1011, en el documento de donación del castillo de Albiñana. Desde el siglo XI, La Nou de Gayá estuvo vinculada a la señoría de Altafulla. 
En el siglo XIV, la señoría quedó en manos de la familia Requesens quienes la vendieron en 1472 a los Castellet. En el siglo XVII pasó, tras venta, a la familia Montserrat quienes la poseyeron hasta el fin de las señorías.
Hasta la reforma de la nomenclatura municipal de 1916 el municipio se llamaba simplemente La Nou. En dicha fecha su nombre fue modificado por el de La Nou de Gaya. Durante la década de 1980 el municipio adopta la denominación catalana La Nou de Gaià como única forma oficial. 

## Demografía
Cuenta con una población de 611 habitantes (INE 2024).
| Gráfica de evolución demográfica de La Nou de Gaya entre 1842 y 2021 |
| |
| Población de derecho según los censos de población del INE Población de hecho según los censos de población del INEEn estos censos se denominaba La Nou: 1842, 1857, 1860, 1877, 1887, 1897, 1900 y 1910 En estos censos se denominaba La Nou de Gaya: 1920, 1930, 1940, 1950, 1960, 1970 y 1981 |

## Economía
La principal actividad económica es la agricultura, destacando el cultivo de la viña. Otros cultivos importantes de la zona son los avellanos, cereales, olivos y algarrobos. Cuenta con una cooperativa agrícola desde 1963 encargada de comercializar el vino producido en el municipio. Cuenta con diversas granjas avícolas.

## Cultura

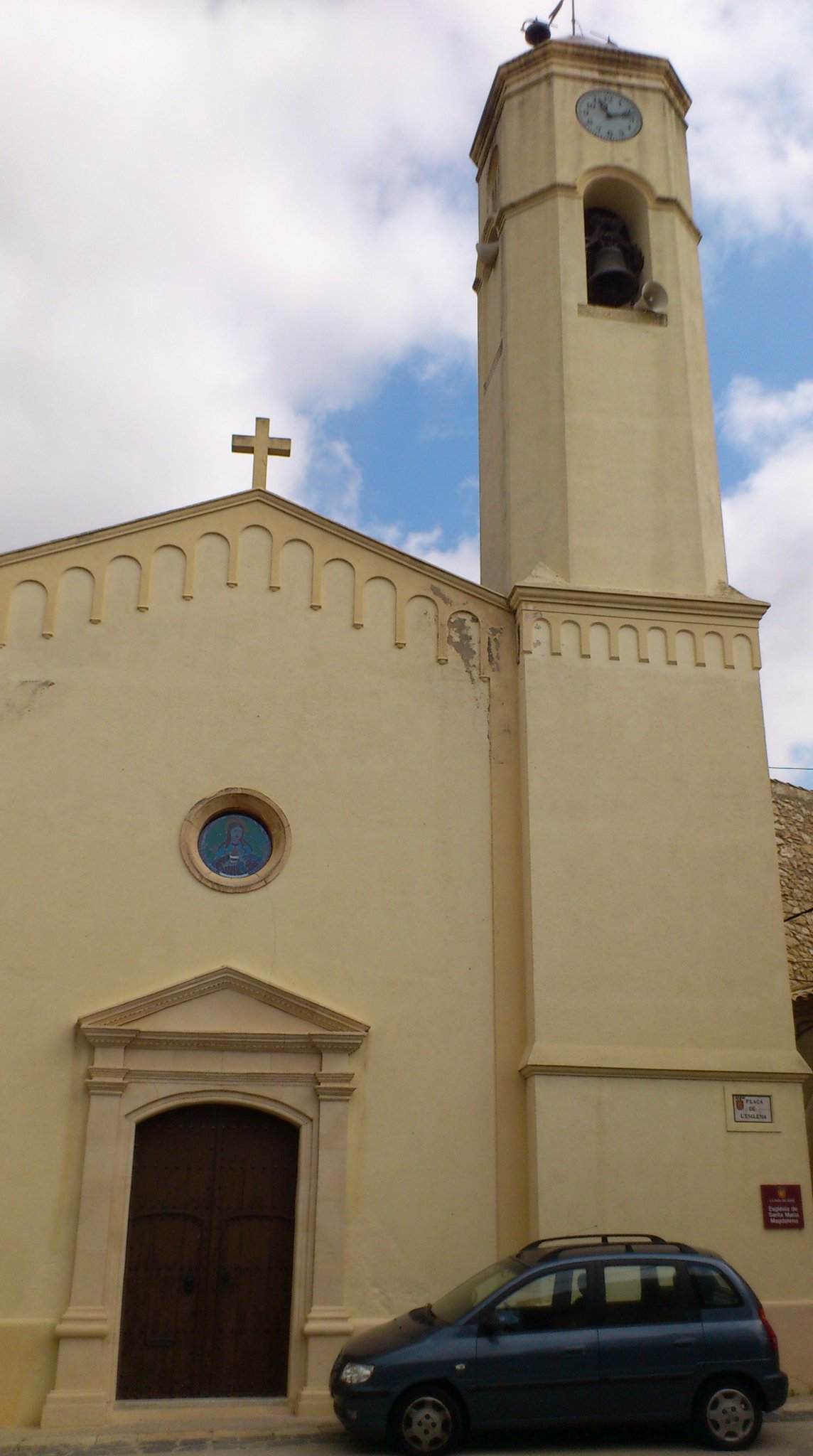
Iglesia de Santa María Magdalena

La iglesia parroquial está dedicada a Santa María Magdalena y fue construida en el siglo XVIII. De la misma época es el castillo de los barones de las Cuatro Torres que se construyó sobre los restos del edificio original del siglo XII. Está considerado como Bien de Interés Cultural.
En el centro de la villa se encuentra un monumento dedicado a la Virgen de las Nieves. Es obra del escultor Eustaqui Vallès y fue erigido en 1966 en sustitución de una anterior de estilo modernista que fue destruida en 1936.

## Deportes
UE La Nou de Gaià, actualmente en 4.ª Catalana.